# Jisakar (pleme)
Jisakar (heb. יִשָּׂשכָר; grč. Ἰσσαχάρ; samarijanski hebrejski: jašišakar) naziv je za jedno od 12 izraelskih plemena, čiji je rodozačetnik, prema biblijskom izvještaju, Jisakar, peti sin što ga je Lea rodila Jakovu. Pleme Jisakar obitavalo je područje jugozapadno od Galilejskog jezera.

## Etimologija
Narodna etimologija sadržana je u biblijskom izvještaju o Jisakarovu rođenju, koja se poziva na korijen שכר (skr) koji znači „najmiti“, „otplatiti“. Neki stručnjaci predlažu drugačiju etimologiju koja pretpostavlja da je naziv ovog plemena nastao od hebrejske riječi iš, što znači „čovjek“, „muž“, te imena egipatskog božanstva Sokar. Ta teorija, međutim, nije potvrđena. Prema kasnijoj uporabi, čini se da je biblijsko tumačenje ipak bliže te označava osobu koja radi za plaću, o čemu ima određenih naznaka i u vezi plemena Jisakar, za koje se čini da je doista obitavalo dodijeljenu mu plodnu zemlju, ali pod cijenu prodavanja vlastitoga rada.

## Područje Jisakara prema Bibliji
Prema Bibliji, Jisakaru je prpalo plodno područje istočnog dijela doline Jizreel, jugozapadno od Galilejskog jezera, južno od brda Tabor, te niske brežuljke prema jugoistoku. Čini se da je upravo brdo Tabor predstavljalo tromeđu plemena Naftali, Zebulun i Jisakar, a moguće je da su Jisakar i Zebulun na tom brdu imali zajedničko svetište. Za oba ova svetišta Ponovljeni zakon kaže: „Na brdu gdje dolaze zazivati narodi za uspjeh prinose oni prave žrtve“ (usp. Pnz 33,19). Na istoku je prostor Jisakara stizao do Jordana.

## Povijesni podaci
Izvori iz razdoblja mlađeg brončanog doba govore da su u već u 14. st. pr. Kr. područje istočnog Jizreela držali kanaanski kraljevi, te ondje koristili ustanovu prisilnih radova, radi obrađivanja zemlje. Iz te činjenice mnogi zaključuju da je Jisakar živio vrlo rano na ovim prostorima, kao radna snaga u službi Kanaanaca. Usto, u biblijskim opisima područja pojedinih plemena, za Jisakar nisu dane južne granice, pa se stoga zaključuje da su njegove sjeverne granice istovremeno i sjeverne granice Manašea. Prema tome bi, dakle, Jisakar vrlo brzo bio asimiliran u ovo veće i snažnije pleme. Toj teoriji u prilog ide i činjenica da se Jisakar ne spominje u biblijskom izvještaju o Gideonu, te mnoge naznake osobitih veza između Manašea i Jisakara.
S druge strane, ima i onih koji niječu tu teoriju, te pretpostavljaju da Jisakar nije rano nestao, nego da se zapravo kasno pojavio kao zasebno pleme, te se, uz pomoć već osnaženih okolnih izraelskih plemena, uspio osloboditi kanaanske vlasti.
U vrijeme Kraljevstva Izraela Jisakar se pojavljuje kao zasebna upravna jedinica, no nakon pada Samarije gubi mu se svaki trag.